# Sèvres-Babylone
Sèvres-Babylone è una stazione delle linee 10 e 12 della metropolitana di Parigi.

## La stazione
La stazione venne aperta nel 1910 e prese il nome della rue de Sèvres che è l'antica strada che nel XIII secolo conduceva alla città di Sèvres così come la rue de Babylone era un'antica strada che si perdeva nella regione di Grenelle, e che dopo il 1673 diede il nome al vescovo di Babylone che fu Bernard de Sainte-Thérèse.
In origine, la stazione della linea 10 attuale (CMP) si sarebbe dovuta chiamare «Babylone», e la stazione della linea 12 attuale (Nord-Sud) si sarebbe dovuta chiamare «Sèvres». La città obbligò le due compagnie a fare una stazione comune, ma le due società, che mal digerirono questa imposizione, misero alla stazione della linea 10 delle targhe indicanti «Sèvres-Babylone» («Babylone» più grosso), e a quella della linea 12 «Sèvres-Babylone» («Sèvres» più grosso).

### Accessi
- r. de Sèvres: 18, rue de Sèvres
- r. Velpeau - Le Bon Marché: angolo rue Velpeau / rue de Sèvres (scala mobile)
- boulevard Raspail numeri pari - square Boucicaut:  scala mobile proveniente dal marciapiede della linea 12 direzione Mairie d'Issy

## Interscambi
- Bus RATP - 39, 63, 68, 70, 83, 84, 87

## Galleria d'immagini

### Linea 10

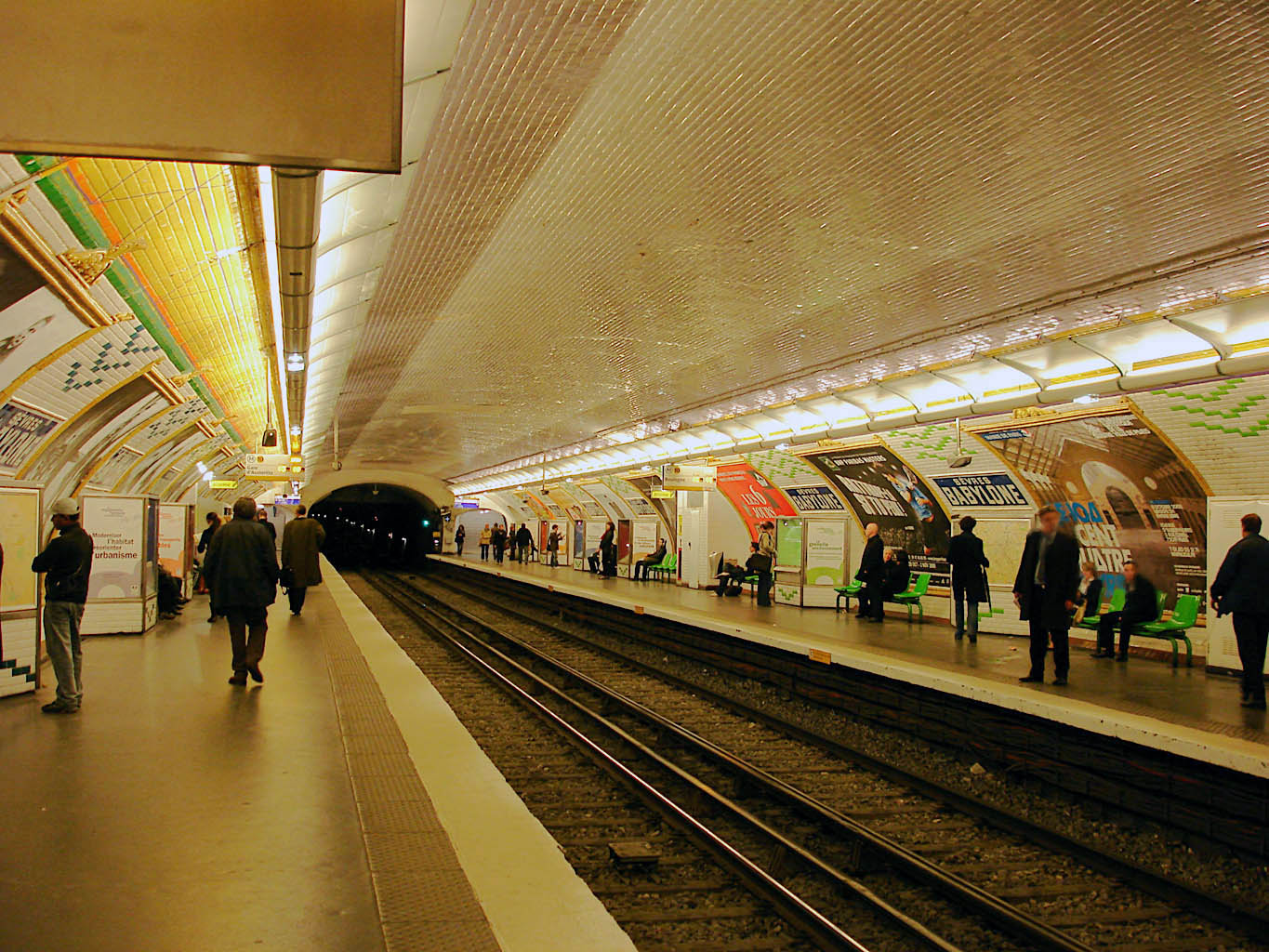
Banchina
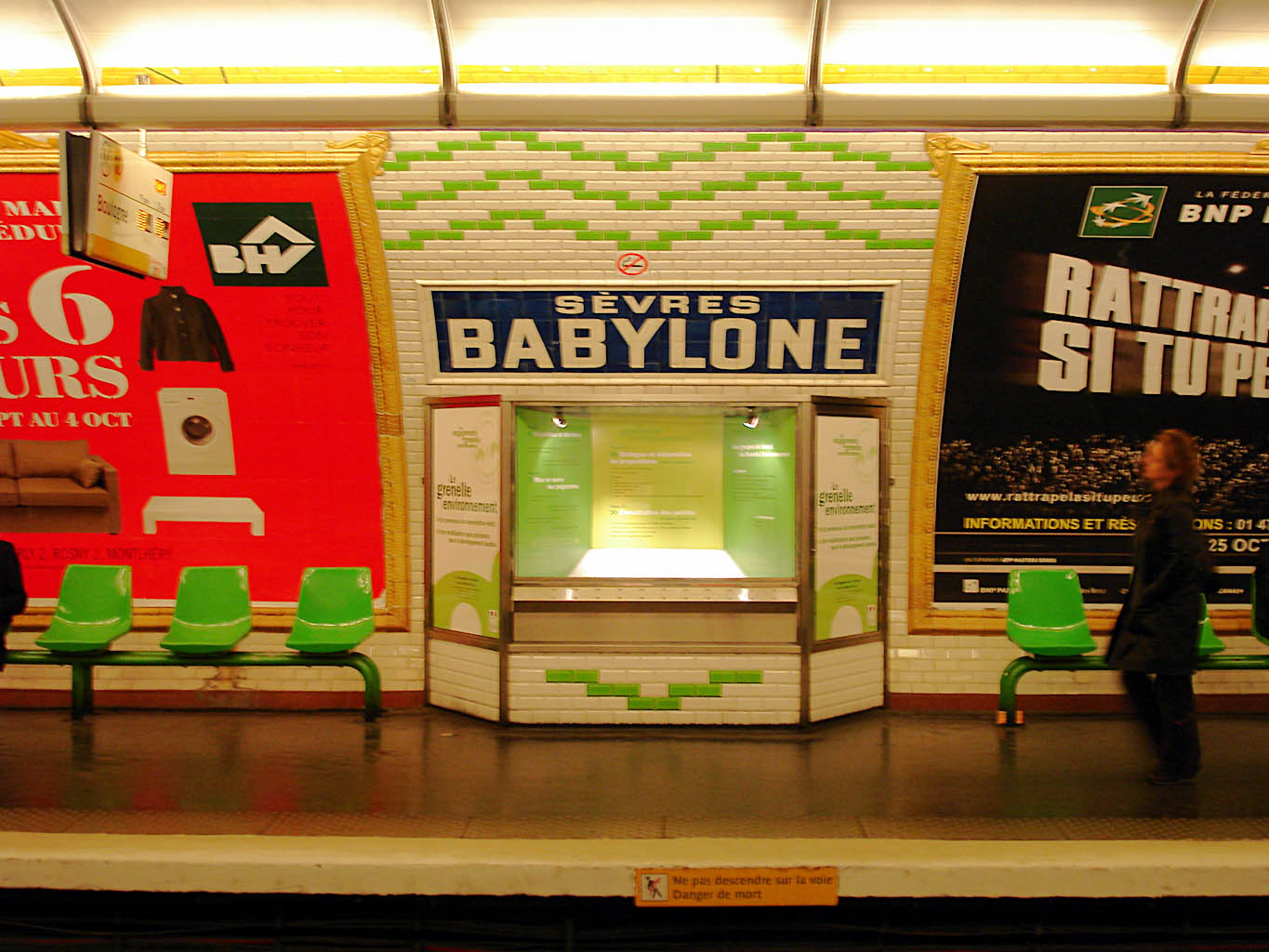
Targa della stazione
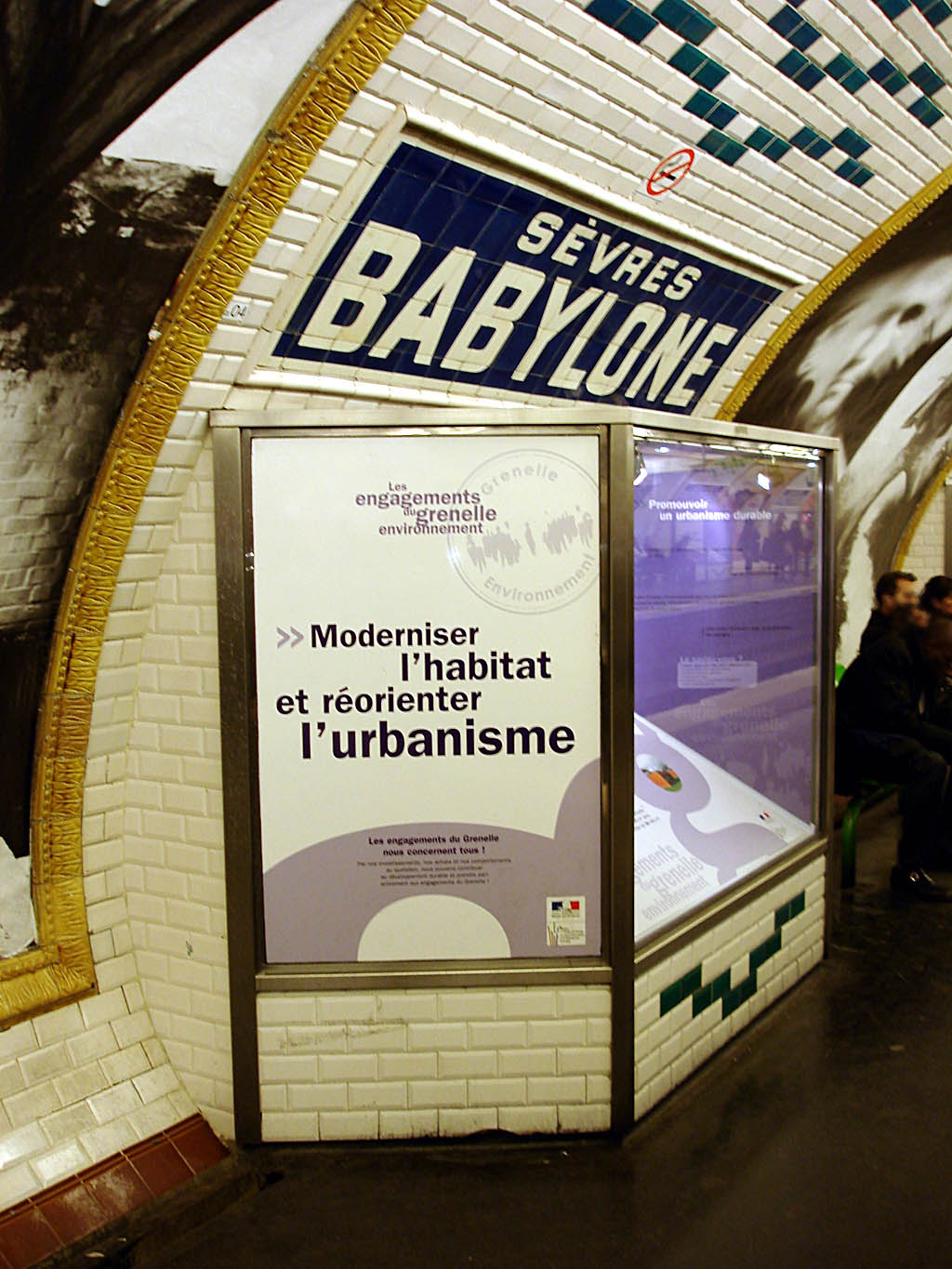
Vecchio ufficio del capostazione, tramutato in bacheca pubblicitaria

### Linea 12

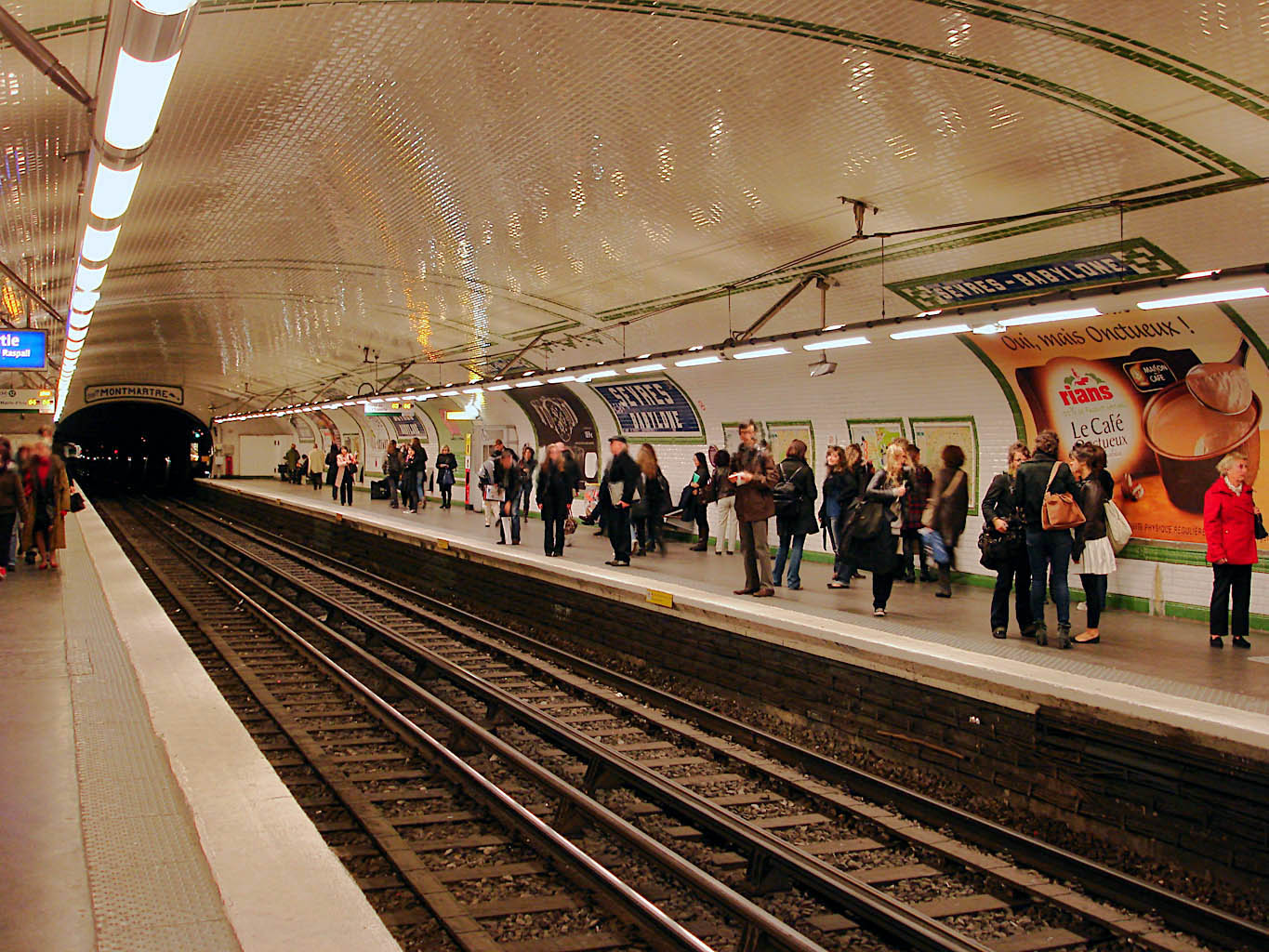
Banchina
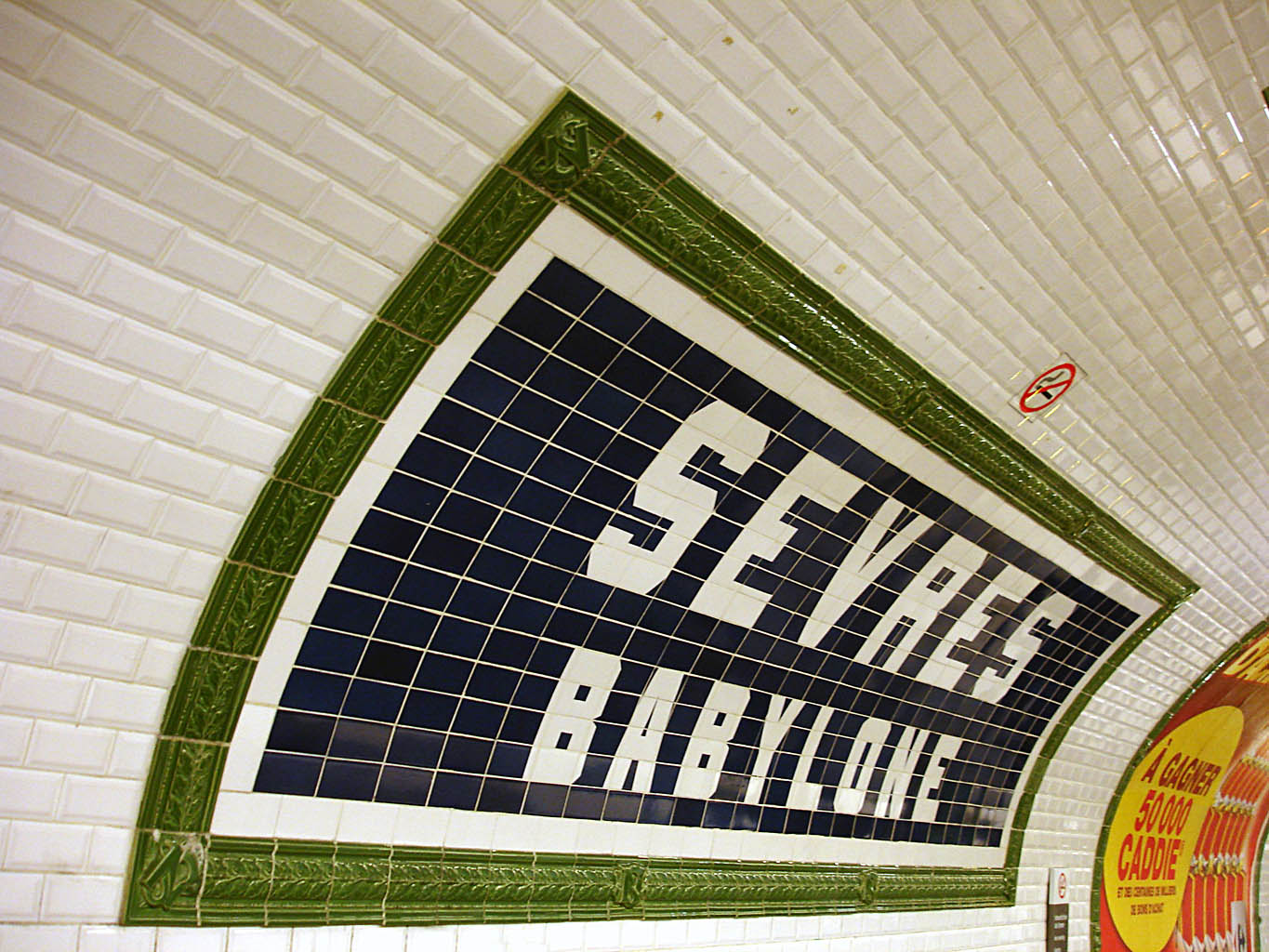
Targa della stazione
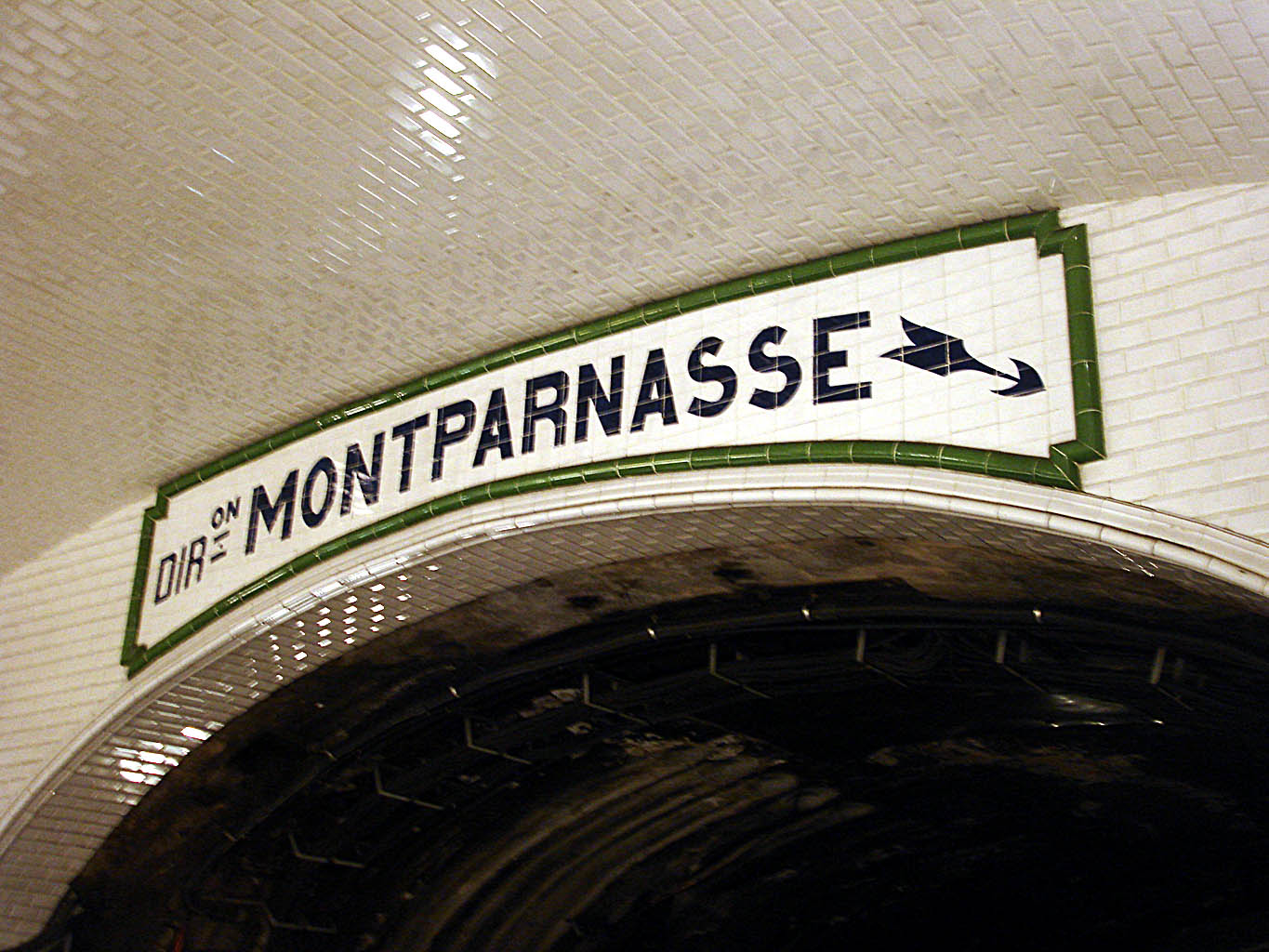
Pannello indicante la destinazione dei treni
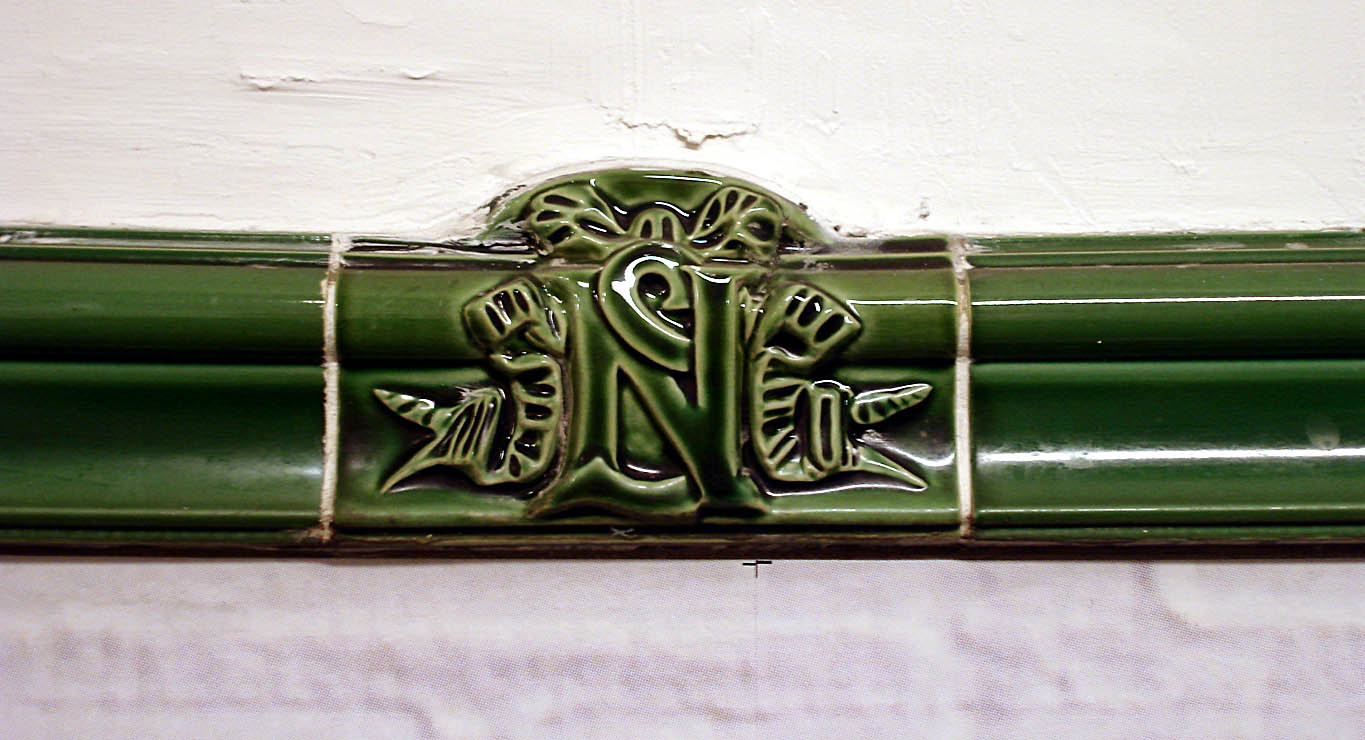
Dettaglio della decorazione: il monogramma NS, simbolo della Société du chemin de fer électrique souterrain Nord-Sud de Paris